# What's Opera, Doc?
What's Opera, Doc? er en amerikansk tegnefilm der er instrueret af Chuck Jones for Warner Bros. Cartoons i serien Merrie Melodies.
Historien er skrevet af Michael Maltese og handler om Elmer Fjot, der jagter Snurre Snup. Filmen, der varer 6 minutter og 11 sekunder, er en parodi på den klassiske komponist, Richard Wagners operaer, særligt Der Ring des Nibelungen (Nibelungens Ring) og Tannhäuser. Tegnefilmen omtales nogle gange som en forkortet udgave af Ringen, da musikken særligt er taget fra Die Walküre, operacyklussens anden opera.
Tegnefilmen blev først sendt i biografdistribution af Warner Bros. den 6. juli 1957. What's Opera, Doc? er indspillet med tale- og sangstemmer; Mel Blanc har rollen som Snurre Snup, mens Arthur Q. Bryan spiller rollen som
Elmer. Kortfilmen omtales også nogle gange som Kill the Wabbit efter den linje, som Fjot synger til melodien fra Valkyrieridtet, der er det indledende orkesterspil til tredje akt i Die Walküre (der også er valkyriernes ledemotiv).
I kortfilmen spillede Arthur Q. Bryan rollen som Fjot for sidste gang, da han døde i 1959.
I 1994 blev What's Opera, Doc? stemt ind som nr. 1 over de 50 bedste tegnefilm af 1000 personer i branchen.

## Historien
Kameraet panorerer henover en silhouet af en mægtig viking, der formentlig skal forestille Thor, som skaber torden og lynild. Da der zoomes ind, viser det sig dog blot at være Elmer Fjot som Siegfried. Elmer synger recitativet "Be vewy qwiet, I'm hunting wabbits", før han kommer til Snurre Snups kaninhul. Elmer stikker sværdet i hullet med ordene "Kiww the wabbit! Kiww the wabbit! Kiww the wabbit!", hvorefter Snurre Snup kommer ud af et andet kaninhul og tilsyneladende forfærdet synger "What's up, Doc?" – ord som tegneseriefiguren er kendt for – til ledemotivet med Siegfrieds horn fra Ringen. Han håner så Elmers sværd og magiske hjelm, hvorefter Siegfried-Elmer fremviser sine magiske kræfter til ouverturen fra Der fliegende Holländer. På dette tidspunkt flygter Snurre Snup, og jagten tager sin begyndelse.
Under jagten stopper Elmer op, da han pludselig får øje på den smukke valkyrie, Brünnhilde (der åbenlyst er Snurre Snup i forklædning), som rider på en meget fed hest. "Siegfried" og "Brünnhilde" udveksler så kærlighedserklæringer til tonerne af ouverturen fra Tannhäuser:
"Oh Bwunhilde, you'w so wuvwy!"
"Yes I know it; I can't help it!"'
Oh Bwunhilde, be my wuv!
Efter en kort forfølgelsesscene opfører de en kort ballet, baseret på balletten i Venusbjerget, og duetten "Return My Love", der bygger på en anden del af Tannhäuser-ouverturen. Da Snurre Snups hjelm imidlertid pludselig falder af, afsløres han sande identitet, hvilket opbringer Elmer i en sådan grad, at han beordrer lyn, tyfoner, orkaner, jordskælv og "SMOG!!!" (et ord som Elmer skriger, og som ikke blev indspillet af Bryan, men af Blanc, hvis stemme passede bedre på netop dette sted) for at "stwike da wabbit!", mens musik fra Die Walküre spiller i baggrunden.
Til sidst slår lynet ned, og Snurre Snup dør. Da Elmer ser liget, fortryder han øjeblikkelig sin vrede og bærer grædende kaninen væk, formentlig til Valhalla, omend musikken atter er taget fra ouverturen til Tannhäuser. Her bryder Snurre Snup pludselig ud af rollen, løfter hovedet og spørger: "Well, what did you expect in an opera? A happy ending?" ("Hvad havde du egentlig forventet i en opera? En lykkelig afslutning?")
I tegnefilmen lykkes det altså Fjot at overvinde Snurre Snup, hvilket kun er sket tre gange i alt (de to andre gange er filmene Rabbit Rampage og Hare Brush); denne film er den eneste, hvor Fjot viser fortrydelse i den anledning.

## Wagners musik
Det er blevet hævdet, at filmen er gennemgang af hele Ringen, men dels indeholder tegnefilmen kun Ring-musik fra Die Walküre og Siegfried, dels indeholder den også musik fra andre af Wagners operaer. Uddragene omfatter:
- Ouverturen til Der fliegende Holländer: Filmens indledende stormscene
- Siegfrieds hornsignal fra Siegfried: "O mighty warrior of great fighting stock"
- Ouverturen og pilgrimskoret fra Tannhäuser: "O Bwünnhilde, you'w so wuvwy," "Return my love" og slutscenen
- Ouverturen fra Rienzi: Elmers jagt på Snurre Snup
- Bakkanalet fra Tannhäuser: Balletscenen med Elmer og Snurre Snup

## Anerkendelse
I 1992 blev What's Opera, Doc? valgt som den første tegnefilm af kulturel, historisk og æstetisk betydning af Library of Congress; filmen opbevares desuden som museumsfilm af National Film Registry. Tegnefilmen er af animationsfolk blevet valgt som nr. 1 på en liste over alle tiders 50 bedste tegnefilm.

## Links
- What's Opera på Internet Movie Database (engelsk)
- What's Opera på MovieMeter (nederlandsk)
- What's Opera på The Movie Database (engelsk)
- What's Opera på Rotten Tomatoes (engelsk)
- What's Opera hos The Big Cartoon DataBase (engelsk)
- En analyse af What's Opera Doc Arkiveret 25. august 2005 hos  Wayback Machine
- Andante Magazines artikel om What's Opera, Doc? og Rabbit of Seville Arkiveret 30. september 2007 hos  Wayback Machine